# Tyson Foods
Tyson Foods (NYSE : TSN) est une société agro-alimentaire américaine dont le siège social se trouve à Springdale, Arkansas. Tyson Foods est le premier exportateur de bœuf américain.

## Histoire
L'histoire de Tyson Foods commence au cours de la Grande Dépression. En 1931, John W. Tyson déménage sa famille à Springdale, Arkansas, à la recherche de nouvelles opportunités. Il commence par livrer des poulets. En 1963, Tyson's Foods est créée.
En 2001, après achat de INP, Inc.,Tyson Foods devient le plus grand transformateur et distributeur de poulet, de boeuf et de porc au monde.
Le 29 mai 2014, Tyson annonce sa volonté d'acquérir Hillshire Brands pour 6,13 milliards de dollars, alors que Hillshire Brands souhaite acquérir Pinnacle Foods pour 4,3 milliards de dollars et que Pilgrim's Pride souhaite acquérir Hillshire Brands pour 6,4 milliards de dollars.
En juillet 2014, Tyson annonce la vente de ses activités de volailles au Mexique et au Brésil à Pilgrim's Pride pour 575 millions de dollars.
En mai 2018, Tyson annonce l'acquisition pour 850 millions de dollars de nourriture animales d'American Proteins. En juin 2018, Tyson annonce la vente de la marque Sara Lee Frozen Bakery.
En août 2018, Tyson acquiert les activités américaines de Marfrig Alimentos, filiales spécialisées dans le poulet, pour 2,5 milliards de dollars

## Controverse
L'entreprise est critiquée par l'ONG britannique Oxfam pour les conditions de travail qu'elle impose à ses ouvriers. Afin de gagner en productivité, beaucoup sont privés du droit d'aller aux toilettes. En conséquence, certains sont contraints de porter des couches-culottes pour travailler dans leurs entreprises et « réduisent leurs prises de liquides et fluides à des niveaux dangereux ». Pour l'ONG, il s'agit d'une dégradation de la condition humaine pour des salariés qui déjà « gagnent de faibles salaires et souffrent de taux élevés de blessures et maladies ».